# Etnoarkeologi
Etnoarkeologi är en forskningsmetod som går ut på att man studerar nu levande eller historiskt väl dokumenterade samhällen av till exempel jägare-samlare för att finna paralleller med exempelvis äldre stenålder. Förutom materiell kultur, studeras även föreställningsvärld, värderingar och social struktur.
Metoden har använts sedan arkeologins barndom men har under en lång period kommit i vanrykte då etnoarkeologi av många arkeologer bedrivits in absurdum. Etnoarkeologi har under sedan 1970-talet åter kommit tillbaka inom den arkeologiska forskningen. Det var särskilt amerikanska och engelska arkeologer som återupptog etnoarkeologi som en forskningsmetod.